# Federico Roman
Federico Euro Roman (Trieste, 29 luglio 1952) è un cavaliere italiano, medaglia d'oro nel concorso completo individuale e medaglia d'argento in quello a squadre con Marina Sciocchetti, Anna Casagrande e Mauro Roman alle olimpiadi di Mosca 1980.

## Carriera
Aveva già sfiorato il podio nel concorso a squadre quattro anni prima a Montréal, quando il team italiano giunse quarto, mentre nell'individuale era stato 9°.
Le sue medaglie di Mosca sono le ultime che l'Italia ha conquistato nell'equitazione alle Olimpiadi.
Ha partecipato poi una terza volta alle olimpiadi a Barcellona 1992.
È stato mossiere del Palio di Siena del 2 luglio 1990.
Federico Roman si è formato nella disciplina del Concorso Completo di Equitazione nella brughiera lombarda sotto la guida del padre, già Istruttore in Cavalleria, e presso il Centro Equestre Federale di Rocca di Papa al seguito dei tecnici Manzin, Zecchini e Mangilli.
Accanto alla personale carriera agonistica ha vissuto il mondo sportivo equestre sotto ogni angolazione acquisendo una capacità di analisi critica difficilmente riscontrabile.
Ha ricoperto ogni possibile incarico tecnico a livello nazionale (Selezionatore delle squadre Pony, Juniores, Under 21 e Selezionatore-Capo Equipe a Sydney 2000).  Già Consigliere Nazionale responsabile per la disciplina del Completo nella Federazione Italiana Sport Equestri nel quadriennio 97-2000, ha ricoperto il ruolo di Capo-dipartimento in occasione dell’argento di squadra agli Europei 2009 di Fontainbleau. Mantiene attiva la sua presenza nell’insegnamento dirigendo un centro sportivo a Roma (il Dragoncello) nel quale si sono formati nei decenni molti azzurri dell’Equitazione tra cui i figli Luca e Pietro presenti per l’Italia a Rio 2016.  Pietro Roman ha vinto con la Squadra Italiana il Bronzo agli Europei 2017 di Strzegom.

## Palmarès
| Anno | Manifestazione  | Sede  | Evento               | Risultato |
| ---- | --------------- | ----- | -------------------- | --------- |
| 1980 | Giochi olimpici | Mosca | concorso individuale | Oro       |
| 1980 | Giochi olimpici | Mosca | completo a squadre   | Argento   |